# 什切青潟湖

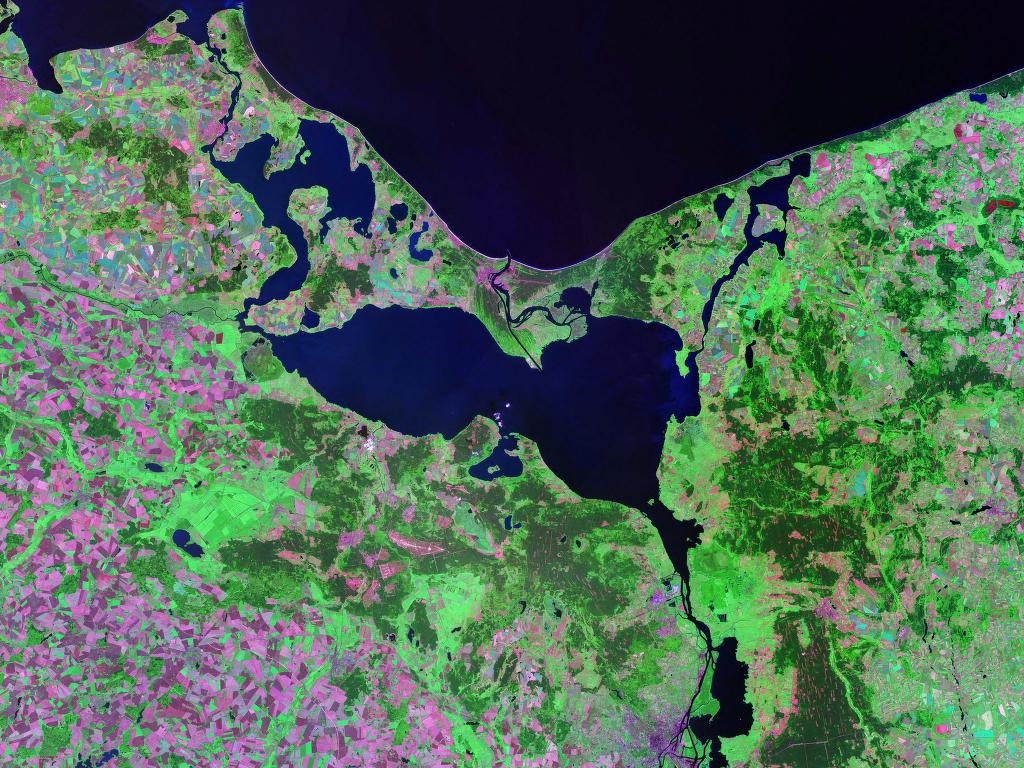

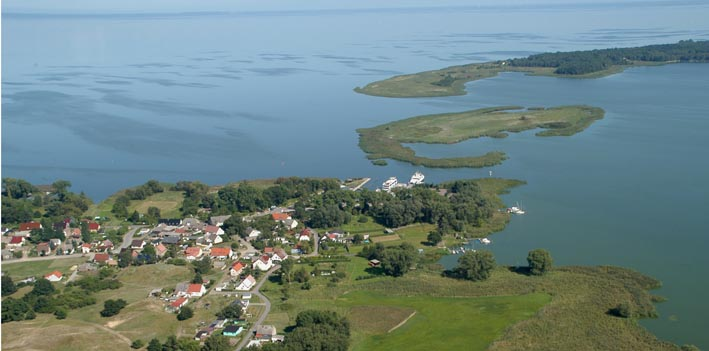

什切青潟湖（德語：Stettiner Haff）是位於德國和波蘭國界奧德河-尼斯河線上的潟湖，位於波羅的海，長52公里、寬22公里，面積687平方公里，平均水深3.8米，最大水深8.5米，蓄水量約2.58立方公里，該湖是重要的捕魚地點和交通途徑。
53°48′16″N 14°08′25″E / 53.80444°N 14.14028°E